# Кассандрийская митрополия
Кассандрийская митропо́лия (греч. Ιερά Μητρόπολη Κασσανδρείας) — епархия Элладской православной церкви с центром в городе Полийирос. Кафедральный храм — собор Николая Чудотворца, построенный в 1836 году на месте храма Харалампия, сожжёного турками в 1821 году во время восстания под руководством Эммануила Паппаса. Охватывает западную часть полуострова Халкидики. Архиепископ — Никодим (Коракис) с 2001 года.
Название митрополия получила от города Кассандрия (др.-греч. Κασσάνδρεια, ныне Неа-Потидея), основанного в 316 году до н. э. македонским царём Кассандром на месте города Потидея, разрушенного в 348 году до н. э. македонским царём Филиппом, на перешейке полуострова Паллена (ныне Касандра).
В позднеримский период в Кассандрии существовала епископская кафедра. В поздневизантийский период кафедра перенесена в Валту (ныне Касандрия). С 1607 года — архиепископия, с 1855 года — митрополия. Кафедральным храмом был собор Рождества Пресвятой Богородицы, построенный в 1859 году. В 1870 году кафедра перенесена в Полийирос.

## Монастыри
Действуют три мужских монастыря:
- Успения Пресвятой Богородицы в Полийиросе, основанный в 1963 году
- Арсения Каппадокийского[болг.] близ села Ватопедион[болг.], основанный в 1986 году
- Иоанна Русского близ села Пефкохорион[англ.], основанный в 1989 году

Действуют четыре женских монастыря:
- Иоанна Богослова близ села Суроти[2]
- Иоанна Предтечи[болг.] близ села Метаморфосис[англ.], основанный в 1976 году
- Стефана в Перее, подворье монастыря Кастамонит, основан в 1946 году, возрождён в 1999 году
- Благовещения Пресвятой Богородицы в Ормилии, подворье афонского монастыря Симонопетра, с 1974 года заселён женской монашеской общиной

В 1986 году в селе Партенон близ города Неос-Мармарас восстановлено подворье монастыря Григориат, основанное в 1863 году.
На территории епархии расположен  ставропигиальный мужской монастырь Святой Анастасии Узорешительницы Константинопольской православной церкви.

## Епископы
- Ермоген (участник в разбойнического Эфесского собора 449 года и Четвёртого вселенского собора)
- Игнатий (участник в собора от 879—880 годов)
- Леонтий (вторая половина XI века)
- Адам (упом. 1171)
- Михаил (начало XIII века)
- Василий (упом. в январе 1259)
- Георгий (упом. 12 апреля 1284)
- Иаков	(упом. 1510 или 1554—1560)
- Каллист (упом. септември 1560)
- Косма (уопм. январь 1565 — уопм. 4 септември 1568)
- Каллиник или Константин	(упом. 1569)
- Косма (упом. 10 февруари 1580)
- Евфимий I	(уволен в 1604)
- Дамаскин	(декабрь 1607 — ?)
- Сисой (упом. в мае 1611 и в 1633 году)
- Лаврентий	(подал в отставку в октябре 1639)
- Лаврентий	(упом. в октябре 1639)
- Дамаскин (упом. 16 июля 1643)
- Феофан Касандрийски (избран в юне 1651)
- Дорофей	(1653—1659)
- Филофей (упом. в 1654)
- Мелетий	(подал в отставку 15 апреля 1680)
- Мелхиседек (упом. 5 июня 1680)
- Иоанникий	(XVII век)
- Игнатий (упом. 1690 — упом. 1706)
- Арсений (упом. в 1720)
- Софроний (упом. в 1725)
- Иоаким (упом. 1727 и в 1734)
- Феоклит (упом. 24 май 1734)
- Лаврентий (поставлен в 1748)
- Леонтий (до 29 октября 1750)
- Филотей (29 октября 1750 — август 1752)
- Григорий Скопелитис (1752—1787)
- Никифор (1787—1791)
- Игнатий III (1791—1824)
- Даниил (1824—1832)
- Иаков (Николау) (20 ноября 1832 — 26 июля 1846)
- Иеремия (Кавикос) (июнь 1846 — февраль 1851)
- Игнатий IV (1851 — декабрь 1860)
- Неофит (Кафес) (декабрь 1860 — 14 март 1865)
- Хрисанф Кесариец (15 марта 1865 — октября 1867)
- Григорий (Мислянос) (20 декабря 1867 — 17 апреля 1873)
- Константий (Захариадис) (22 април 1873 — 14 април 1892)
- Прокопий (14 апреля 1892 — 20 января 1901)
- Леонтий (Элефтериадис) (27 февраля 1901 — 8 августа 1903)
- Иоанн (Хадзиапостолу) (8 августа 1903 — 3 июля 1907)
- Ириней (Пандолеондос)	(27 июля 1907 — 16 августа 1945)
- Каллиник (Хараламбакис) (5 декабря 1945 — 11 марта 1958)
- Синесий (Висвинис) (10 мая 1960 — 9 ноября 2000)
- Никодим (Коракис) (с 13 января 2001)